# Crnac (Virovitičko-podravska županija)
Crnac je općina u Hrvatskoj. Nalazi se u Virovitičko-podravskoj županiji.

## Općinska naselja
Breštanovci,
Crnac,
Krivaja Pustara,
Mali Rastovac,
Milanovac,
Novo Petrovo Polje,
Staro Petrovo Polje,
Suha Mlaka,
Veliki Rastovac i
Žabnjača

## Stanovništvo
Pri popisu stanovništva iz 2001. godine općina Crnac imala je 1772 stanovnika, raspoređenih u 10 naselja:
- Breštanovci – 164
- Crnac – 668
- Krivaja Pustara – 7
- Mali Rastovac – 79
- Milanovac – 107
- Novo Petrovo Polje – 151
- Staro Petrovo Polje – 185
- Suha Mlaka – 137
- Veliki Rastovac – 264
- Žabnjača – 10

| broj stanovnika | 1446  | 2104  | 1884  | 2122  | 2267  | 2891  | 2967  | 4096  | 4507  | 4694  | 4172  | 3229  | 2433  | 2141  | 1772  | 1456  | 1116  |
|                 | 1857. | 1869. | 1880. | 1890. | 1900. | 1910. | 1921. | 1931. | 1948. | 1953. | 1961. | 1971. | 1981. | 1991. | 2001. | 2011. | 2021. |

| broj stanovnika | 853   | 1368  | 918   | 959   | 970   | 1170  | 1099  | 1296  | 1173  | 1226  | 1120  | 909   | 794   | 777   | 668   | 494   | 407   |
|                 | 1857. | 1869. | 1880. | 1890. | 1900. | 1910. | 1921. | 1931. | 1948. | 1953. | 1961. | 1971. | 1981. | 1991. | 2001. | 2011. | 2021. |

### Nacionalni sastav, 2001.
- Hrvati – 1584 (89,39 %)
- Srbi – 154 (8,69 %)
- Albanci – 4
- Slovaci – 4
- Mađari – 2
- Makedonci – 2
- Bošnjaci – 1
- Česi – 1
- neopredijeljeni – 19 (1,07 %)
- nepoznato – 1

## Povijest
Selo se prvi put spominje 1480. pod imenom Czernecz, pod tursku vlast pada 1543. nakon pada Valpovačke utvrde, 1688. nakon oslobođenja od Osmanlija uvedena je Komorska uprava Bečkog dvora koja traje do 1723. Do 1848. selo i okolica nalaze se u feudalnom društvenom uređenju. Od 1862. pripadaju raznim veleposjednicima, koji nakon Prvog svjetskog rata gube svoje posjede, a do potpune likvidacije posjeda dolazi nakon Drugog svjetskog rata. 1952. Crnac s okolnim mjestima postaje općina u kotaru Našice sve do ukinuća 1962. kada postaje dio općine Orahovica. Tokom Domovinskog rata veliki broj mještana sudjeluje u obrani Hrvatske kroz 2. bojnu 132. brigade Hrvatske vojske Našice-Orahovica i postrojbi policije. 1993. nakon formiranja Virovitičko-podravske županije, Crnac ponovno dobiva status općine.

## Šport
- Josip Klobučar (rođen u Velikom Rastovcu), pilot, reprezentativac Jugoslavije i Hrvatske u sportskom letenju avionima.
- NK Crnac